# Јоанис Персакис
Јоанис Персакис (грч. Ιωάννης Περσάκης; 1877, Атина — 1943) је бивши грчки атлетичар освајач бронзане медаље на првим модерним Олимпијским играма 1896.
Персакис је учествовао само у такмичењу у троскоку, који се одржало 6. априла. Скоком од 12,52 м, постигао је трећи резултат и освојио треће место иза америчког такмичара, Џејмса Брендан Конолија и Француза Александра Туферија.